# Das Feuer des Chans
Das Feuer des Chans (russisch Ханский огонь, Chanski ogon) ist eine Kurzgeschichte des sowjetischen Schriftstellers Michail Bulgakow, die 1924 entstand und im selben Jahr im Heft 2 des Petrograder Krasny schurnal dlja wsech erschien.

## Inhalt
Die erkrankte Tatjana Michailowna, Kustodin im Museum Hauptquartier des Chans in dem Moskauer Vorort Oreschnewo, bittet den bejahrten Iona Wassiljewitsch – ehemals Kammerdiener, jetzt Faktotum – die anreisende nächste Touristengruppe aus Moskau durch den Herrensitz zu führen. Unter die jungen Leute und Erwachsenen hat sich Fürst Anton Ioannowitsch, letzter Hausherr vor der Revolution, gemischt. Iona erkennt seinen ehemaligen Herrn während der Führung nicht. Aber als alle – bis auf eine Ausnahme – wieder in Richtung Moskau abgereist sind, gibt sich der Fürst zu erkennen und kommt mit seinem Anliegen heraus. Gleich zu Beginn der Revolution, als der Fürst mit der inzwischen verstorbenen Fürstin überstürzt ins Pariser Exil geflohen war, hatte das Paar Besitzurkunden und andere wertvolle Papiere zurücklassen müssen. Die will Anton Ioannowitsch an sich bringen und dann schnell das Weite suchen.
Iona, der es in Ordnung findet, dass Bauern die Bibliothek des Fürsten benutzen sollen, kann den ehemaligen Kammerdiener nicht verleugnen und gibt erforderliche nützliche Hinweise. Der Rückkehrer vermag somit die Papiere rasch zu sichten und das Gesuchte an sich zu bringen. Allerdings zündet der schlitzäugige Chan der Kleinen Horde Tugai-Beg, wie Bulgakow den Fürsten noch nennt, vor seiner zweiten und letzten Flucht die ehemalige eigene Besitzung an. Weder ein Bolschewik  noch einer seiner Bauern soll von dem Hause Besitz ergreifen.

## Hintergrund
Die Slawisten sind sich über die stoffliche Grundlage uneins. So vermutet Lidija Janowskaja, Michail Bulgakow habe den Stoff aus zwei Aufenthalten, die ihn jeweils im Sommer 1922 und 1923 auf den Herrensitz Archangelskoje führten. Hingegen meint I. Owtschinnikow, der Autor habe die Geschichte auf Anregung von Walentin Katajew, der damals für die Satire-Zeitschrift Die Pfeife arbeitete, erfunden.
Nach Meinung des Literaturwissenschaftlers Boris Sokolow könnte das Vorbild für den Tugai-Beg Sienkiewicz’ Romanfigur Azja, der Sohn Tuhaj Bejs, sein. Dagegen steht die Ansicht des Literaturwissenschaftlers Viktor Losew: Bulgakow habe sich 1923 aus Ilja Wassilewskis Weißen Memoiren den Prinzen Golizyn als Vorbild für Tugai-Beg genommen.
Zum Thema Brand schreibt Sokolow: 1916/1917 arbeitete Bulgakow im Gouvernement Smolensk als Arzt. Während der Februarrevolution soll dort der Herrensitz Murawischnikowo abgebrannt sein. Die Brandursache wurde nicht ermittelt.

## Deutschsprachige Ausgaben
Verwendete Ausgabe:
- Das Feuer des Chans. In: Ralf Schröder (Hrsg.): Michail Bulgakow: Gesammelte Werke. Band 7.1: Ich habe getötet. Erzählungen und Feuilletons. Aus dem Russischen von Thomas Reschke. Volk & Welt, Berlin 1995, ISBN 3-353-00946-9, S. 30–52.